# Melocalamus
Melocalamus is een geslacht uit de grassenfamilie (Poaceae). De soorten van dit geslacht komen voor in Azië.

## Soorten
Van het geslacht zijn de volgende soorten bekend: 
- Melocalamus arrectus
- Melocalamus compactiflorus
- Melocalamus elevatissimus
- Melocalamus gracilis
- Melocalamus indicus
- Melocalamus scandens
- Melocalamus yunnanensis